# Mildred Adams Fenton
Mildred Adams Fenton (West Branch (Iowa), 14 de noviembre de 1899-7 de diciembre de 1995) fue una paleontóloga y geóloga en la Universidad de Iowa. Realizó docenas de libros científicos como coautor con su marido, Carroll Lane Fenton, incluyendo Records of Evolution (1924), Land We Live On (1944), y Worlds in the Sky (1963).

## Primeros años y educación
Mildred Adams nació en West Branch (Iowa). Se graduó en la Universidad de Chicago, donde conoció al que sería su marido Carroll Lane Fenton mientras ambos eran estudiantes. Contrajeron matrimonio en 1921. Carroll falleció en 1969.
- La abreviatura «M.A.Fenton» se emplea para indicar a Mildred Adams Fenton como autoridad en la descripción y clasificación científica de los vegetales.[5]

## Selección de publicaciones
Además de sus contribuciones académicas, la pareja escribió cincuenta libros sobre temas científicos generales, y sus fotografías se utilizaron a menudo como ilustraciones. A menos que se indique lo contrario, Fenton fue coautora de los siguientes artículos y libros, junto con su marido Carroll Lane Fenton.

### Trabajos académicos
- "Some Black River Brachiopods from the Mississippi Valley" (1922)[7]
- "Nortonechinus, a Devonian Echinoid" (1923)[8]
- "The Stratigraphy and Fauna of the Hackberry Stage of the Upper Devonian" (1925)[9]
- "A New Species of Schizophoria from the Devonian of Iowa" (1928)[10]
- "Notes on Several forms of Lichenocrinus from Black River Formations" (1929, solo autor)[11]
- "Some Snail Borings of Paleozoic Age" (1931)[12]
- "Boring Sponges in the Devonian of Iowa" (1932)[13]
- "Orientation and Injury in the Genus Atrypa" (1932)[14]
- "Hail Prints and Mud-Cracks of Proterozoic Age" (1933)[15]
- "Algal Reefs or Bioherms in the Belt Series of Montana" (1933)[16]
- "Atrypae described by Clement L. Webster and related forms (Devonian, Iowa)" (1935)[17]
- "Burrows and Trails from Pennsylvanian Rocks of Texas" (1937)[18]
- "Belt Series of the North: Stratigraphy, Sedimentation, Paleontology" (1937)[19]
- "Archaeonassa: Cambrian Snail Trails and Burrows" (1937)[20]
- "Pre-Cambrian and Paleozoic Algae" (1939)[21]